# Bornstedt (Saksonia-Anhalt)
Bornstedt – gmina w Niemczech, w kraju związkowym Saksonia-Anhalt, w powiecie Mansfeld-Südharz, wchodzi w skład gminy związkowej Mansfelder Grund-Helbra.

## Historia

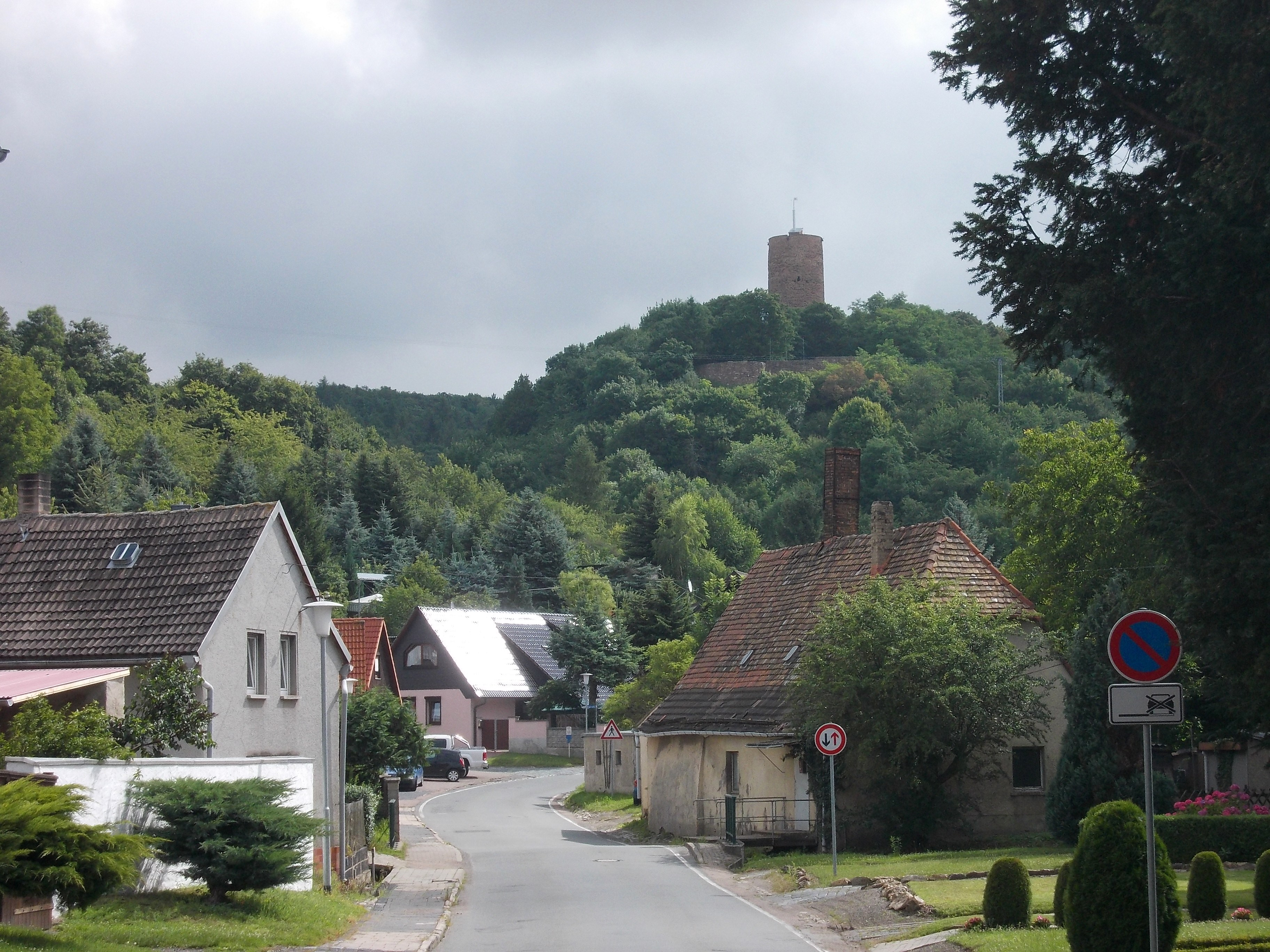
Zamek Bornstedt

W spisie dziesięciny klasztoru Hersfeld sporządzonym między 881 a 899 rokiem Bornstedt (Brunistat) został wymieniony jako miejscowość zobowiązana do płacenia dziesięciny w regionie Friesenfeld. Badania archeologiczne potwierdzają istnienie osady z III/IV wieku oraz działalność osadniczą już w okresie 5000 lat p.n.e. Łącznie odkryto co najmniej 15 stanowisk prehistorycznych. Nazwa miejscowości prawdopodobnie odnosi się do studni kościelnej (Kirchbrunnen), zwanej także Kirchborn, z której wypływa źródło.
Dzielnica Neuglück powstała w wyniku eksploatacji kopalni węgla brunatnego, wokół której od 1835 roku zaczęły powstawać różne zakłady przemysłowe, w tym fabryka destylacji smoły, cegielnia oraz zakład produkujący ałun. W efekcie ukształtowała się osada przemysłowa, której elektrownia dostarczała później energię także do Bornstedt. W pobliżu miejscowości znajdują się również opuszczone osady Schweinswende i Schulenrode.
Na wzniesieniu na wschód od miejscowości znajdują się ruiny zamku Bornstedt. Jego właściciel Esiko von Bornstedt umożliwił w 1141 roku założenie pobliskiego klasztoru cystersów w Sittichenbach. Mnisi z tego klasztoru przyczynili się do powstania klasztorów Lehnin, Buch i Grünhain. Niezbadana, ale prawdopodobna jest rola lokalnego rodu szlacheckiego w założeniu miejscowości Poczdam-Bornstedt.